# Теория Z
Теория Оучи (теория «Z») — модель управления, объединяющая в себе опыт американского и японского менеджмента. Теория была разработана американцем японского происхождения Уильямом Оучи и опубликована в его книге «Теория Z. Как американский бизнес может ответить на японский вызов» в 1981 году. Название является отсылкой к традиционным для западного менеджмента теориям X и Y; таким образом, автор позиционирует ее как следующий шаг по сравнению с ними.
В книге «Теория Z. Как американский бизнес может ответить на японский вызов» У. Оучи подробно описал приведенные исследования и дал американским предпринимателям совет, какие особенности японского менеджмента им было бы полезно перенять. По его мнению, успех японцев основан не на активном внедрении современных инновационных технологий, а на особом отношении к сотруднику, на командном духе и корпоративной культуре, пожизненном найме и совместном принятии решений.

## Основные положения теории Оучи
1. Долговременный наём: это положение У. Оучи позаимствовал у японской модели менеджмента. В крупных японских фирмах сотрудники нанимаются пожизненно. Подобная политика фирмы поддерживает у работников ощущение, что фирма берет за них ответственность и становится вторым домом.
2. Принятие решений на основе консенсуса, групповое принятие решений, при этом инициатива играет определенную роль.
3. Ответственность за результаты решений коллективная, как и в американской системе. То есть хотя решение и принимается на основе консенсуса, озвучивает его менеджер, оберегая тем самым индивидуальность своих сотрудников.
4. Продвижение по карьерной лестнице медленное, напрямую зависит от количества лет, которые сотрудник проработал на компанию, а также его собственного возраста.
5. Механизм контроля является неформальным и не имеет четких и ясных правил, как в японской традиции, однако инструменты осуществления контроля строго определены.
6. Внимание к работнику: Оучи адаптировал японскую традицию восприятия компании как второго дома.

Таким образом, идеальная модель, по Оучи, представляет собой сочетание стремления человека к нахождению в коллективе, а также его индивидуалистические черты.

## Применение модели Оучи в компании Toyota
До 1980 года крупнейшая японская автомобилестроительная корпорация осуществляла управление по вертикали, с частными жесткими проверками со стороны начальства. После того, как такой менеджмент оказался неэффективным, вместо него были введены принципы, которые впоследствии стали базой для перехода к модели управления Оучи:
1. Самостоятельное изучение проблем и причин их возникновения
2. Составление долгосрочных планов
3. Акцент на мотивации сотрудников

Постепенно на основе теории Оучи у компании выработалась своя собственная философия из 14 пунктов, 10 из которых тесно связаны с моделью Z:
14 принципов компании Toyota:
1. Качественное выполнение плана важнее, чем получение краткосрочной выгоды
2. Руководитель должен владеть большим количеством информации, что позволяет ему генерировать идеи
3. Пополнение запаса по мере потребления, сокращение количества незаконченного производства и складирования
4. Грамотное распределение времени и нагрузки, следование графику
5. Качество важнее количества
6. Стандартизация методов работы при поддержке разработки новых методов
7. Разработка табличек для сотрудников, с помощью которых они могут свериться со стандартами. При необходимости - устранить все, что будет отвлекать от рабочего процесса
8. Кадры решают все: люди не должны заменяться технологиями
9. Лидеры взращиваются в компании, а не берутся со стороны
10. Важность работы в команде и командного духа
11. Уважение к партнерам и поставщикам
12. Руководство не должно отстраняться от текущих проблем, напротив, оно должно все контролировать лично
13. Обсуждения проблем с сотрудниками очень важно, так как они могут выступить с новыми идеями и альтернативами
14. Постоянное совершенствование, не допущение текучести кадров[4][5][6]

## Критика
Теория Оучи вызвала горячие споры в американских кругах. Многие менеджеры ставили под сомнение то, что одна лишь вовлеченность работников в дела организации станет причиной повышения эффективности предприятия. По факту, во многих случаях резкое и радикальное изменения в управлении производствами часто понижало стабильность предприятия. Существует мнение, что в своей теории Оучи, обращая основное внимание на человеческий, а не на технический фактор, упрощает существующую проблему.